# SDSSp J030136.53+002057.9
| SDSSp J030136.53+002057.9                               | SDSSp J030136.53+002057.9 |
| ------------------------------------------------------- | ------------------------- |
| Beobachtungsdaten Äquinoktium: J2000.0, Epoche: J2000.0 |                           |
| Sternbild                                               | Walfisch                  |
| Rektaszension                                           | 10h 01m 36s,5             |
| Deklination                                             | +0° 20′ 58″               |
| Helligkeit (J-Band)                                     | ca. 17 mag                |
| Spektralklasse                                          | ca. L1                    |
| Eigenbewegung                                           |                           |
| µα∙cos(δ)                                               | (+73,4 ± 6,3) mas/a       |
| µδ                                                      | (−77,9 ± 7,2) mas/a       |

SDSSp J030136.53+002057.9 ist vermutlich ein früher L-Zwerg im Sternbild Walfisch. Seine Spektralklasse wird grob auf L1 geschätzt.